# Parowan
Parowan város az USA Utah államában. Iron megyében, melynek megyeszékhelye is. Lakosainak száma 2996 fő (2020. április 1.).

## Népesség
A település népességének változása:

| 2010 | 2 790 |
| 2020 | 2 996 |